# Edmund Brydges, 2. Baron Chandos

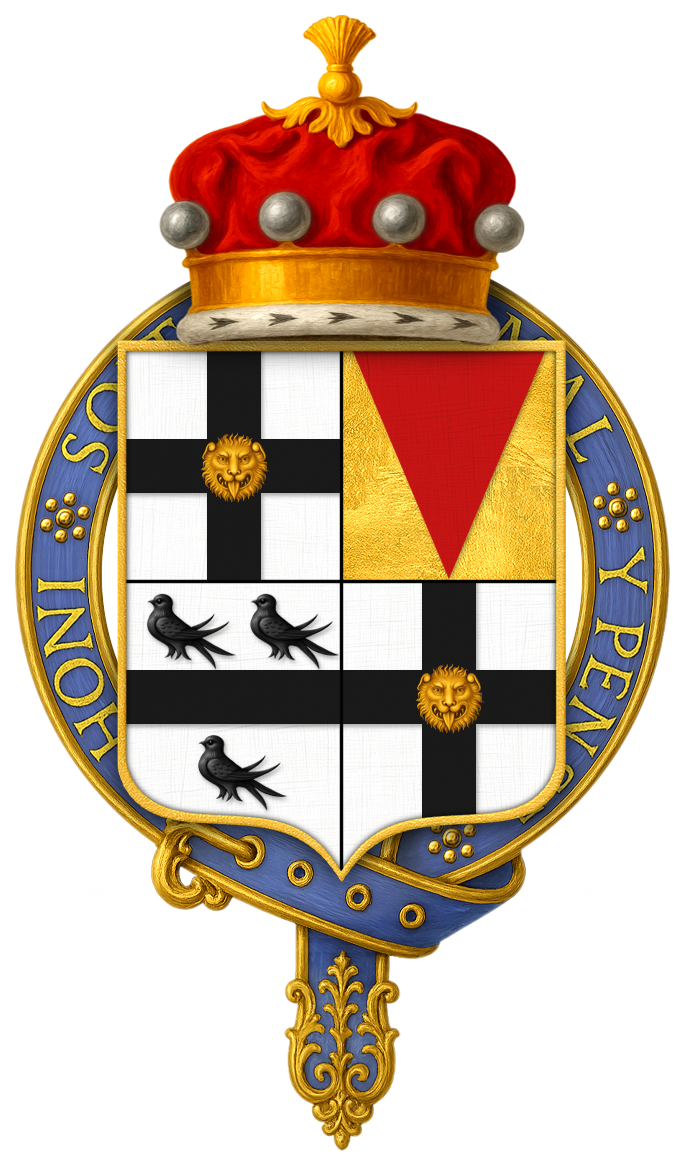
Wappen von Sir Edmund Brydges

Edmund Brydges, 2. Baron Chandos KG (* vor 1522; † 11. März 1573 auf Sudeley Castle) war ein englischer Peer und Politiker.

## Leben
Er war der erstgeborene Sohn und Erbe von John Brydges, 1. Baron Chandos, Gutsherr von Sudeley in Gloucestershire, und Elizabeth Grey, Tochter des Edmund Grey, 9. Baron Grey de Wilton.
Im Jahr 1544 diente im englischen Heer in Frankreich und später in Schottland, wo er 1547 in der Schlacht bei Pinkie Cleugh zum Knight Banneret geschlagen wurde. Im Jahr 1545 wurde er als Burgess für Wootton Bassett in Wiltshire und 1553 als Knight of the Shire für Gloucestershire ins englische House of Commons gewählt. Beim Tod seines Vaters am 12. April 1557 erbte er dessen Adelstitel als 2. Baron Chandos und wurde dadurch Mitglied des House of Lords. 1559 wurde er Lord Lieutenant von Gloucestershire und 1561 Vizeadmiral von Gloucestershire. Im Jahr 1572 wurde er als Knight Companion in den Hosenbandorden aufgenommen.
Spätestens 1548 heiratete er Hon. Dorothy Bray, Tochter des Edmund Braye, 1. Baron Braye. Anlässlich seiner Hochzeit belehnte König Heinrich VIII. ihn und seine Gattin mit den Anwesen Minty und Purton in Wiltshire und dem Haus der Äbte von St. Peter’s in Gloucester. Zusammen mit Dorothy hatte Chandos mindestens fünf Söhne und eine Tochter.
Chandos starb im Jahr 1573 und wurde von seinem ältesten Sohn Giles Brydges als 3. Baron Chandos beerbt. Nach Giles’ Tod im Jahr 1594 folgte ihm sein jüngerer Sohn William Brydges, als 4. Baron Chandos. Seine Witwe heiratete kurz nach seinem Tod in zweiter Ehe William Knollys, 1. Earl of Banbury.